# Fauteuil

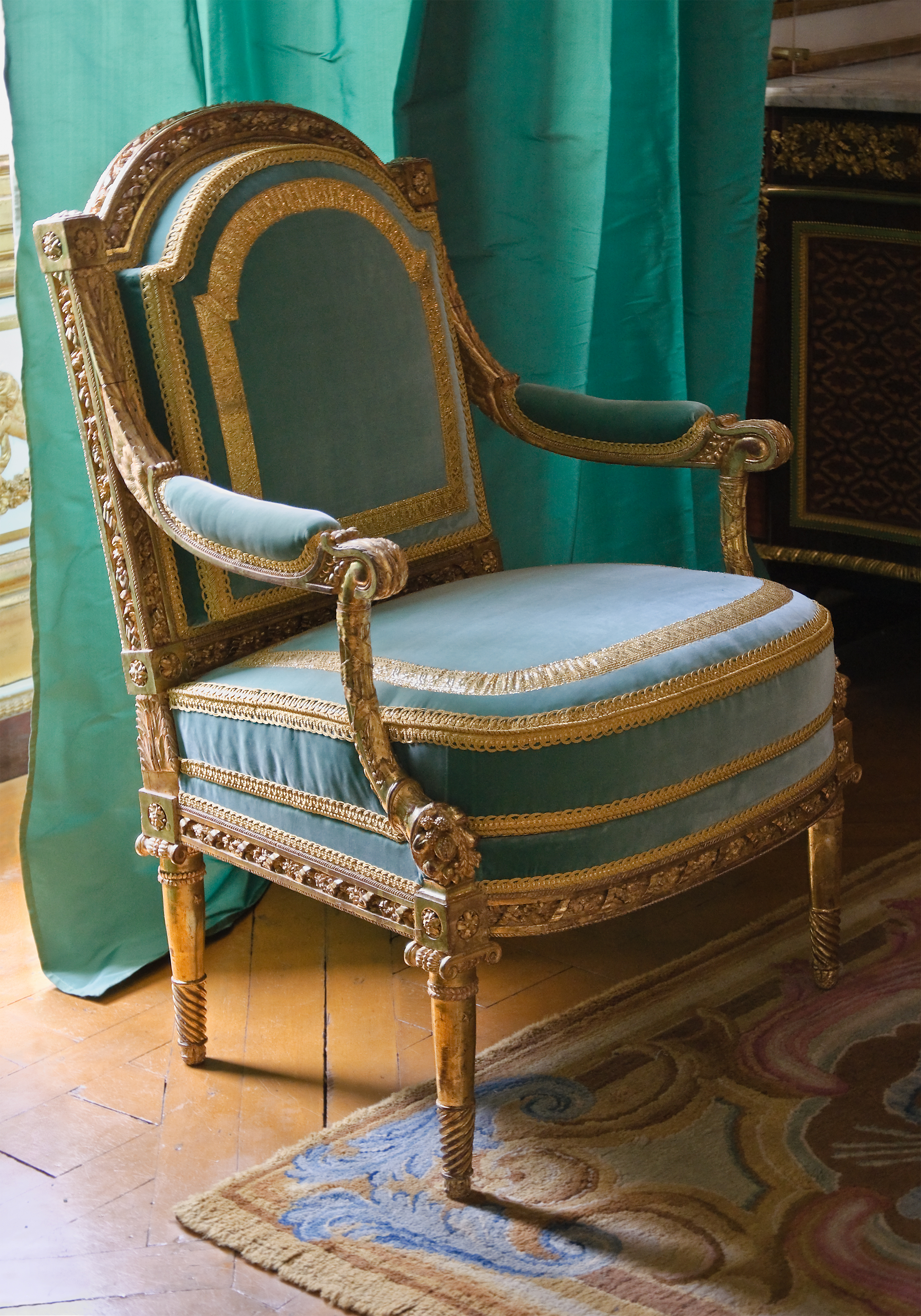
Fauteuil aus der Zeit Ludwigs XVI. von Georges Jacob (1739–1814) für das vergoldete Kabinett von Marie-Antoinette im Kleinen Appartement der Königin, Schloss von Versailles.

Der Fauteuil (IPA: [foˈtœj], anhörenⓘ; von französisch fauteuil, aus altfranzösisch faudestuel bzw. mittellateinisch faldistolium), in Österreich meist das Fauteuil, auf Deutsch auch Lehnstuhl, Lehnsessel oder Armsessel genannt, ist ein gepolstertes Sitzmöbel mit Armlehnen, das besonders im 17. bzw. 18. Jahrhundert in Mode war. 
Der Fauteuil bezeichnet aber auch Armlehnstühle aus Bugholz – unter anderem Produkte der Firma Gebrüder Thonet. 
In Österreich und in der Deutschschweiz bedeutet Fauteuil generell eine Sitzgelegenheit, die in Deutschland Sessel heißt. Hingegen bedeutet in Österreich ein Sessel dasselbe wie in Deutschland ein Stuhl.

## Weitere Bedeutungen
- Als Fauteuil wird ebenfalls der nummerierte Sessel bezeichnet, der jedem der 40 auf Lebenszeit gewählten Mitglieder der Académie française beim Eintritt in die Akademie zugewiesen wird.
- Fauteuil ist der Name eines Theaters in Basel.
- Auto-Fauteuil war eine von 1902 bis 1920 bestehende französische Motorradmarke.